# Trattato della vera devozione alla Santa Vergine
Il Trattato della vera devozione alla Santa Vergine (in francese, Traité de la vraie dévotion à la Sainte Vierge) è l'opera principale di san Luigi Maria Grignion de Montfort.

## Contesto storico
Fu scritta negli ultimi anni di vita probabilmente attorno al 1712 nella sua piccola abitazione di La Rochelle. Non si conosce con certezza la storia del "Trattato" né perché fosse rimasto nascosto per quasi 130 anni. Si pensa  che Luigi Maria lo consegnò al vescovo di La Rochelle perché fosse custodito e il motivo lo scrive l'autore nello stesso "Trattato":
«Prevedo molte belve arrabbiate, che arriveranno con furia per strappare con i loro denti diabolici questo piccolo scritto e colui del quale lo Spirito Santo si è servito per scriverlo, o almeno per avvolgerlo nelle tenebre e nel silenzio di un baule, affinché non venga Lui conosciuto; costoro anzi attaccheranno e perseguiteranno quelli e quelle che lo leggeranno e cercheranno di metterlo in pratica».
È probabile che si riferisse ai giansenisti con i quali si scontrò, proprio in quegli anni, sul tema della devozione mariana e che si erano mostrati molto critici nei confronti del missionario bretone e delle sue attività. Si pensa che durante la Rivoluzione francese e la guerra civile scoppiata in quella regione venne nascosto dai monfortani in una cassa e sepolto nel campo attorno alla loro casa madre di Saint-Laurent-sur-Sèvre per evitare che andasse distrutto. Passato il periodo della Rivoluzione, la cassa venne dissotterrata e il Trattato posto nella libreria della casa madre dove fu rinvenuto casualmente da padre Gabriel Deshayes (poi fondatore dei Fratelli di San Gabriele) il 29 aprile 1842.
Il manoscritto si presentava con diverse pagine mancanti nella parte iniziale e alcune alla fine. Insieme con le pagine iniziali si era perso anche il titolo. Nel testo l'unico riferimento al titolo sembra essere nell'ottavo capitolo dove tratta delle pratiche della devozione a Maria: «come ho già detto nella prima parte di questa preparazione al Regno di Gesù Cristo», il titolo "Trattato della vera devozione alla Santa Vergine" venne quindi deciso dal superiore dei monfortani al momento della pubblicazione avvenuta l'anno successivo.

## L'opera
Il "Trattato" è suddiviso in tre parti.

### Parte prima: la necessità della devozione a Maria
Nella prima parte san Grignion de Montfort espone la sua dottrina mariana incentrata sulla necessità di una devozione a Maria, in quanto la reputa il mezzo più sicuro e necessario per consacrarsi a Dio, e questo perché:
«Se la santissima Vergine è necessaria a Dio, di una necessità detta ipotetica, e cioè derivante dalla sua volontà, bisogna dire che ella è ancor più necessaria agli uomini per raggiungere il loro ultimo fine. [...]».

### Parte seconda: le cinque verità fondamentali
Spiegato quindi che ci deve essere una devozione mariana, nella seconda parte san Grignion de Montfort spiega come deve essere questa particolare devozione e inizia fissando le "verità fondamentali" della devozione a Maria cioè:

«1. Gesù Cristo, nostro Salvatore, vero Dio e vero uomo, deve essere il fine ultimo di ogni nostra devozione. Diversamente sarebbe devozione falsa e ingannatrice. [...]»;

«2. Da ciò che Gesù Cristo è nei nostri confronti, bisogna concludere con l'Apostolo che noi non ci apparteniamo più, ma siamo totalmente suoi, come sue membra e suoi «schiavi» comprati ad un prezzo infinitamente caro, a prezzo cioè di tutto il suo sangue.
«3. Di solito le nostre migliori azioni sono macchiate e corrotte dalle inclinazioni cattive che sono in noi. [...] È perciò importantissimo vuotarci di quanto in noi c'è di male se si vuole acquistare la perfezione che si trova soltanto nell'unione con Gesù Cristo; altrimenti Nostro Signore, che è infinitamente puro e odia all'estremo anche la minima macchia nell'anima, ci allontana da sé e non si unisce a noi.»;

«4. È cosa più perfetta, perché più umile, non accostarsi da soli a Dio senza un mediatore.[...] Infatti, non senza motivo, Dio ci ha dato dei mediatori presso la sua Maestà. Ha visto la nostra indegnità e incapacità ed ha avuto compassione di noi. Per renderci accessibili le sue misericordie, ci ha provvisti di intercessori potenti presso la sua Maestà. Ebbene, trascurare tali mediatori e avvicinarsi direttamente alla santità di Dio senza alcun appoggio, è mancare di umiltà e di rispetto a un Dio così eccelso e così santo. [...]»;

«5. Data la nostra debolezza e fragilità, ci è molto difficile mantenere le grazie e i tesori ricevuti da Dio.».

#### Le 7 false devozioni e la vera devozione
Dopo aver spiegato le basi teologiche della devozione mariana, san Grignion de Montfort presenta la "vera devozione" partendo dalle "false devozioni", ossia ciò che la devozione mariana non deve essere:
«È dunque molto importante conoscere, in primo luogo, le false devozioni alla santissima Vergine per evitarle, e la vera per abbracciarla; in secondo luogo, fra tante pratiche differenti della vera devozione alla santa Vergine, qual è la più perfetta, la più gradita alla santa Vergine, la più gloriosa per Dio e la più santificante per noi, per farla propria. Trovo sette specie di falsi devoti e di false devozioni alla santa Vergine, cioè: 1) i devoti critici; 2) i devoti scrupolosi; 3) i devoti esteriori; 4) i devoti presuntuosi; 5) i devoti incostanti; 6) i devoti ipocriti; 7) i devoti interessati.».
I "devoti critici" sono: «[...] dotti orgogliosi, spiriti forti e presuntuosi, che in fondo hanno una certa qual devozione alla Vergine santa, ma criticano come contrarie al loro gusto quasi tutte le pratiche di pietà che le persone semplici compiono ingenuamente e santamente in onore della Madonna. [...]»; i "devoti scrupolosi" sono: «[...] persone che temono di disonorare il Figlio onorando la Madre; di abbassare l'uno innalzando l'altra. [...]»; i "devoti esteriori" sono: «[...] persone che fanno consistere tutta la devozione a Maria in pratiche esterne. [...] Recitano molti rosari, ma in fretta. Ascoltano parecchie messe, ma senza attenzione. Prendono parte a processioni, ma senza devozione. Si iscrivono a tutte le confraternite mariane, ma senza emendare la propria vita, né vincere le proprie passioni, né imitare le virtù di questa Vergine santissima. [...]»; i "devoti presuntuosi" sono: «[...] peccatori in balia delle loro passioni e amanti del mondo. Sotto il bel nome di cristiani e di devoti della Vergine santa nascondono o l'orgoglio o l'avarizia o l'impurità o l'ubriachezza o la collera o la bestemmia o la maldicenza o l'ingiustizia, ecc. [...]»; i "devoti incostanti" sono: «[...] coloro che sono devoti della Vergine santa soltanto ad intervalli e secondo il capriccio. [...]»; i "devoti ipocriti" sono coloro che: «nascondono i loro peccati e le loro malvagie abitudini sotto il manto di questa Vergine fedele, per apparire agli occhi degli altri diversi da quello che sono.»; e infine i "devoti interessati" sono: «[...] quelli che ricorrono alla Vergine santa solo per vincere processi, evitare pericoli, guarire dalle malattie o per altre necessità del genere. Senza queste necessità, la dimenticherebbero. [...]».
Conclude quindi la seconda parte presentando la "vera devozione", cioè presentando le pratiche interiori e ed esteriori e spiegando quello che la devozione deve essere: «Scoperte e condannate le false devozioni alla Vergine santa, bisogna definire brevemente quella vera. Essa è: 1. interiore; 2. tenera; 3. santa; 4. costante; 5. disinteressata».
È "interiore" cioè: «[...] parte dalla mente e dal cuore; deriva dalla stima che si ha di lei, dall'alta idea che ci si forma delle sue grandezze e dall'amore che le si porta.»; è "tenera" cioè: «[...] piena di fiducia nella Vergine santa, di quella stessa fiducia che un bambino ha nella propria mamma. Essa spinge l'anima a ricorrere a Maria, in tutte le necessità materiali e spirituali, con molta semplicità, fiducia e tenerezza [...]»; è "santa" cioè: «[...] conduce l'anima ad evitare il peccato e ad imitare le virtù della Vergine [...]»; è "costante" cioè: «[...] conferma l'anima nel bene e la induce a non abbandonare facilmente le pratiche di pietà [...]»; e infine è "disinteressata" cioè: «[...] muove l'anima a non ricercare sé stessa, ma Dio solo nella sua santa Madre. Un vero devoto di Maria non serve questa augusta Regina per spirito di lucro e di interesse, per il proprio bene temporale o eterno, corporale o spirituale, ma unicamente perché ella merita di essere servita, e Dio solo in lei».

### Parte terza: la consacrazione totale a Cristo per mezzo di Maria
Nella terza parte san Grignion de Montfort espone il punto centrale della sua dottrina mariana, ovvero la consacrazione totale a Cristo per mezzo di Maria:
«[...] Bisogna darle tutto quanto abbiamo nell'ordine della natura e della grazia e tutto quanto potremo avere nell'ordine della natura, della grazia o della gloria. [...] E ciò per tutta l'eternità e senza pretendere né sperare altra ricompensa per la nostra offerta e il nostro servizio che l'onore di appartenere a Gesù Cristo per mezzo di Maria e in Maria, quand'anche questa amabile sovrana non fosse, come lo è sempre, la più generosa e la più riconoscente delle creature.»
San Grignion de Montfort elenca quindi i "motivi che devono farci apprezzare questa consacrazione e gli effetti che questa produce" e, come ha sempre fatto nelle altre parti del "Trattato", spiega questa via di consacrazione usando come esempi alcuni episodi biblici, in particolare la storia di Rebecca e Giacobbe, dove quest'ultimo rappresenta i consacrati mentre il fratello Esaù, i reprobi cioè i non devoti o i falsi devoti, e in questo modo spiega come queste due categorie si comportano nei confronti di Maria e cosa lei fa per loro.
La terza parte si conclude riprendendo le pratiche interiori ed esteriori necessarie per potersi "consacrare", che san Grignion de Montfort aveva accennato nella seconda parte, e che aveva presentato solo come "forme di devozione". Presenta quindi sette pratiche esteriori: la prima è costituita dagli esercizi preparatori cioè: «[...] dopo aver trascorsi almeno dodici giorni a liberarsi dello spirito del mondo, contrario allo spirito di Gesù Cristo [...] dedicheranno tre settimane a riempirsi di Gesù Cristo per mezzo della santissima Vergine.», che si concludono pronunciando e firmando la formula di consacrazione (che scrive nelle appendici del "Trattato"); la seconda consiste nella recita tutti i giorni la "Coroncina della Santissima Vergine"; la terza prescrive di indossare una catenina di ferro benedetta come simbolo che si è "schiavi di Gesù in Maria"; la quarta consiste nel celebrare la solennità dell'Annunciazione (25 marzo); la quinta è costituita dalla recita dell'Ave Maria e del Rosario tutti i giorni; la sesta è la recita del Magnificat per: «[...] ringraziare Dio delle grazie concesse alla Vergine santissima [...]»; e infine la settima prevede il distacco dal mondo: «i servi fedeli di Maria devono molto disprezzare, odiare e fuggire il mondo corrotto. Si servano delle pratiche di distacco dal mondo, da noi indicate nella prima parte».
Riguardo invece alle pratiche interiori le divide in quattro modi di agire: «esse consistono nel compiere tutte le proprie azioni per mezzo di Maria, con Maria, in Maria e per Maria, per compierle più perfettamente per mezzo di Gesù, con Gesù, in Gesù e per Gesù.»; cioè agire secondo lo spirito di Maria: «obbedire in ogni azione e lasciarsi muovere in ogni azione dal suo spirito, che e il santo Spirito di Dio»; agire imitando Maria: «guardando a Maria come al modello perfetto di ogni virtù e santità, plasmato dallo Spirito Santo in una semplice creatura, perché lo imitassimo secondo le nostre povere capacità»; agire uniti a Maria: «la Vergine santissima e il vero paradiso terrestre del nuovo Adamo [...] bisogna abitare nel bell'interno di Maria con compiacenza, in esso riposarsi in pace, appoggiarsi con fiducia, nascondersi con sicurezza e perdersi senza riserva»; e agire al servizio di Maria: «bisogna compiere tutte le proprie azioni per Maria. Infatti, chi si è dedicato completamente al suo servizio, è giusto che compia tutto per lei come farebbe un domestico, un servo ed uno schiavo.».
Conclude il "Trattato" mettendo in appendice un metodo, costituito da pratiche interiori ed esteriori, per prepararsi all'eucaristia e per riceverla, e il testo per la consacrazione da pronunciare e firmare.